# Benjamim de Tudela

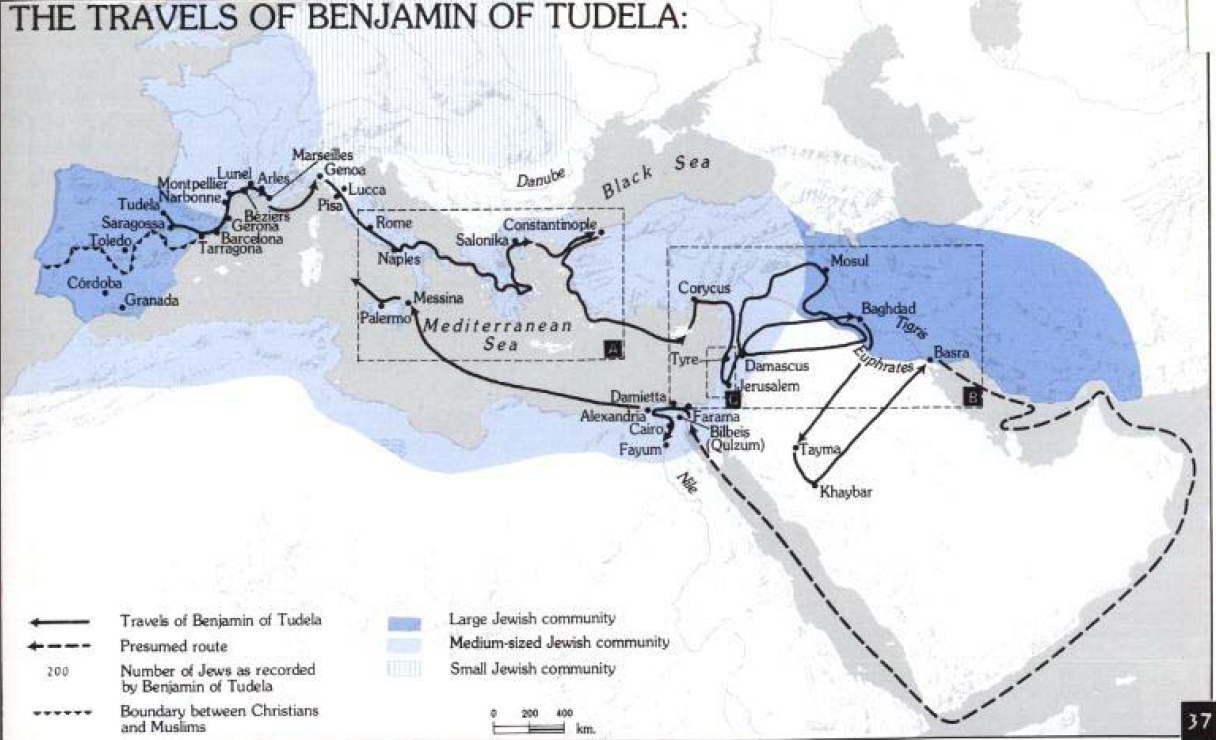
Mapa da rota

Benjamim de Tudela (em hebraico:  בִּנְיָמִין מִטּוּדֶלָה; em árabe: بنيامين التطيلي;‎ Tudela, Reino de Navarra, 1130 – Castela, 1173) foi um rabino e viajante medieval judeu que visitou Europa, Ásia, e África no século XII. Sua descrições do Oriente Médio precedem as de Marco Polo em cem anos.
Com boa educação e vasto conhecimento de idiomas, Benjamim de Tudela é figura importante em geografia medieval e História Judia. Sua jornada constitui uma importante fonte para conhecermos as diversas comunidades da diáspora judaica espalhada pela zona do Mediterrâneo, Arábia e Ásia Central, fornecendo valiosas informações a seu respeito.
Muito pouco se conhece sobre sua infância, à exceção do fato de que era da cidade navarra de Tudela no que hoje é Espanha.  Atualmente, uma rua na aljama (antigo bairro judeu) é nomeada em sua homenagem.

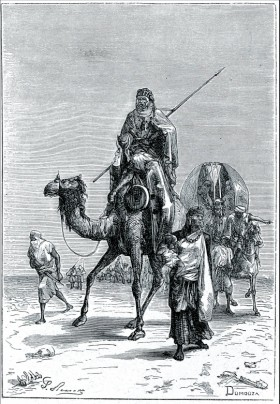
Benjamim de Tudela